# Christobal Acosta

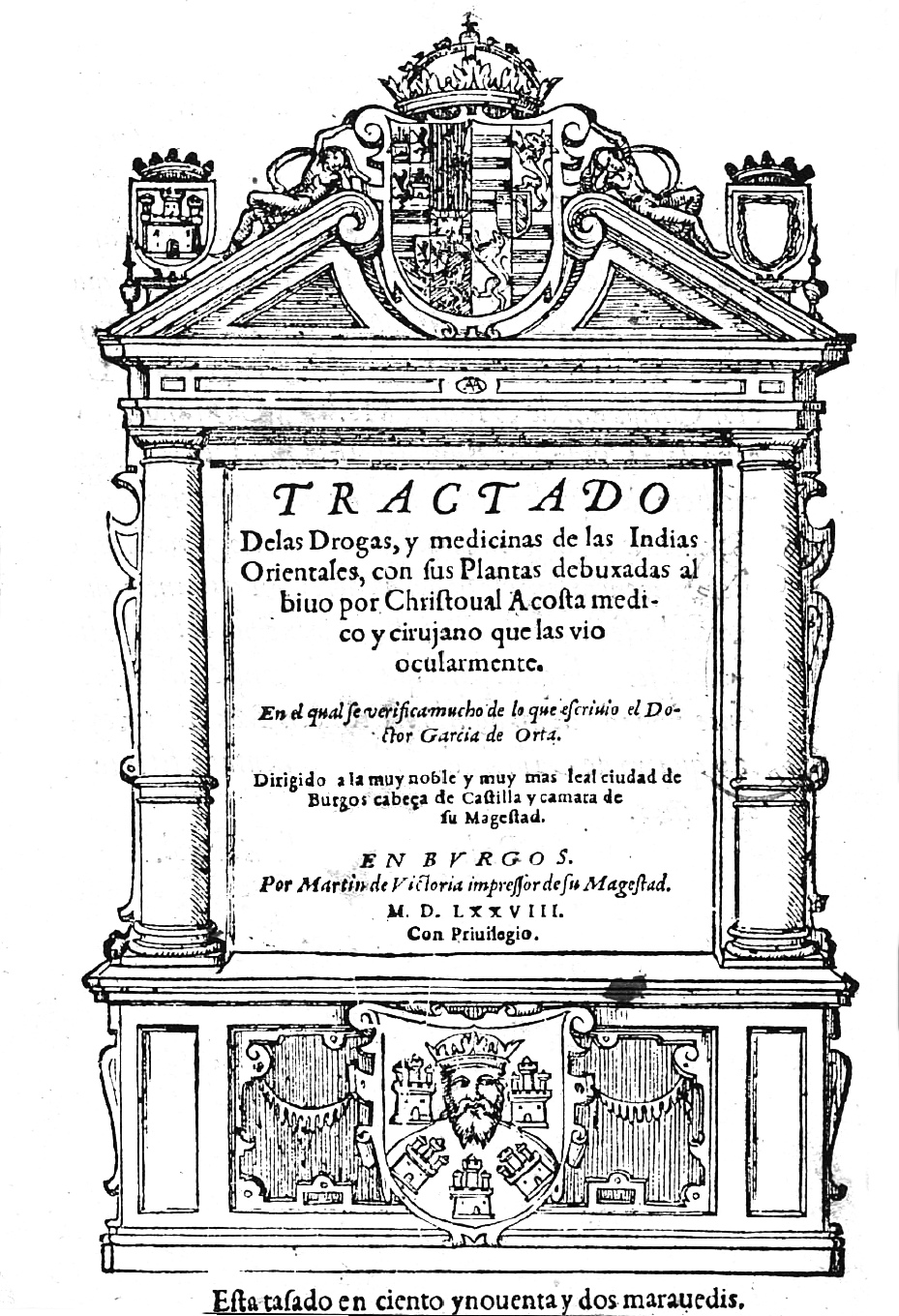
Página de rosto da edição espanhola de 1578 do "Tractado de las drogas y medicinas de las Índias Orientales", por Cristóbal Acosta.

Cristóbal Acosta ou Christoval Acosta ou Cristóvão da Costa (Tânger?, 1515 - Huelva, 1594 ) foi um médico e naturalista português  considerado um pioneiro no estudo de plantas orientais, em especial para uso em farmacologia. Com o seu colega boticário Tomé Pires (1465? -1524 ou 1540) e Garcia de Orta (1490 ou 1502-1568) foi um dos maiores expoentes da medicina Indo-Portuguesa. A Cratera Acosta na Lua foi nomeada em sua honra em 1976.

## Biografia e obra
Entre as suas obras destaca-se o Tractado de las drogas y medicinas de las Indias orientales (1578, em castelhano ), comentando sobre as drogas orientais. (Entre outros, menciona o bang, uma mistura feita a partir de cannabis.) Outra obra importante é Tractado das ervas, plantas, frutas e animais considerado perdido.
Sabe-se que não nasceu em Portugal, mas provavelmente em Tânger, Ceuta, no arquipélago de Cabo Verde ou outra possessão portuguesa em África. Não se sabe onde adquiriu o seu conhecimento.
Cristóvão da Costa viajou para o Índias Orientais pela primeira vez em 1550, como soldado. Participou de campanhas contra a população nativa e foi capturado e preso em Bengala. Depois de regressar a Portugal, voltou a juntar-se ao seu ex-capitão, Luís de Ataíde, que fora nomeado vice-rei da Índia. Voltou a Goa em 1568. Em 1569 foi nomeado médico no Hospital Real de Cochim. Em 1571, tinha coleccionado espécimes botânicos de várias partes da Índia. Regressou a Portugal em 1572, após terminado o vice-reinado de Ataíde.
Entre 1576 e 1587 foi médico e cirurgião em Burgos. Com a morte de sua mulher retirou-se para viver como eremita num eremitério onde permaneceu até sua morte. Tal como Garcia da Orta, as suas obras foram traduzidas e divulgadas pelo médico e botânico flamengo Carolus Clusius.

## Galeria

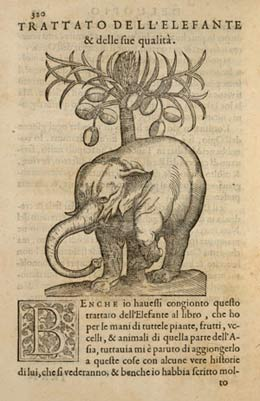
Ilustração da página. 320 da edição de F. Ziletti (Veneza, 1585) do Tratado "de drogas …". O último capítulo trata dos elefantes.
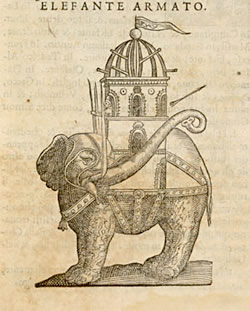
Ilustração da pág. 321 da mesma edição de Veneza: "Trattato della ... história natvra, et delle Droghe virtv medicinali:. & Altri Rarissimo semplici, che vengono dalle Indie Orientali"